# Chorągiew Najjaśniejszego Pana
Chorągiew Najjaśniejszego Pana – oddział jazdy armii koronnej wojska I Rzeczypospolitej.
Chorągiew wchodziła w skład Brygady Kawalerii Narodowej w Dywizji Wielkopolskiej, a następnie w skład 1 Brygady Kawalerii Narodowej w Dywizji Wielkopolskiej.

## Żołnierze chorągwi
Rotmistrz:
- Stanisław August Poniatowski

Porucznicy:
- Józef Podolski (1771-1779),
- Franciszek Łuba (1779-1790)
- Antoni Ziemięcki (1790-1794
- Antoni Brzechwa (1794-)